# 板垣鉾太郎
板垣 鉾太郎（いたがき ほこたろう、慶応4年5月15日（1868年7月4日） - 昭和17年（1942年）2月4日）は、日本の教育家。従四位。

## 来歴
慶応4年5月15日(1868年7月4日)土佐藩士・板垣退助の嫡男として土佐国高知城下に生まれる。母は土佐藩士・小谷正臣（善五郎）の娘、鈴。
明治10年(1877年)に北川貞彦が「立志社」の下部組織として興した民権結社「発陽社」(跡地・高知県高知市天神町14)に実弟・乾正士と共に参加。
同社は機関紙『江南新誌』を発行するなど、立志社傘下の有力な結社として活動。北川貞彦、弘瀬重正、宮地茂春、徳弘馬域郎らがいた。
明治21年(1888年)5月15日、山田平左衛門を校長に招聘し、高知県土佐郡種崎町に私立学校泰平学校を設立した。開校初年度は教員13名・生徒203名であった。同校は尋常小学校卒業者を入学の対象者とし、英・和・漢・数・仏学・法律・翻訳などの教育に心血を注いだ。
明治31年(1898年)には『現今華族上流社会の矯正を望む』と題した論考を発表し、その中で「華族上流にある者、己が良心に顧みて、社会の悪弊を一洗するに躊躇せず、我、日本帝国の名誉を挽回する事を勉めずんばあるべからず」と主張した。
大正8年(1919年)7月16日父退助の薨去に際し、退助の持論である 一代華族論を実践するために自ら廃嫡し、襲爵をしなかった。家督は鉾太郎の次男守正が相続した。
一般に病弱のように書かれるが、それは上記廃嫡の手続きを取るにあたり「疾病により、家督を相続することができないため」という口実で襲爵の手続きを遅延させ、時効になさしめたためである。
昭和16年(1941年)6月18日、実弟・乾正士が大阪で死去。
昭和17年(1942年)2月4日逝去。享年75。

## 家族
- 父：乾正形（板垣退助）
- 母：土佐藩士・小谷正臣の娘、鈴
- 本人：板垣鉾太郎
  - 妻：井上式之三女、寛
  - 継妻：松本丑太郎長女、節子
    - 長男：板垣武生（早世）
    - 二男：板垣（山内）守正　劇作家
    - 三男：板垣正貫
    - 四男：尾崎正（実は守正の庶子）

## 補註
1. ↑  『舊各社事蹟』島崎猪十馬編、昭和6年(1931年)、88頁。北代健太郎、井上蜂萬、乾正士、筒井楠太郎、加藤弥之助、岡本静、板垣鉾太郎、麻田久寿衛、野崎伊太郎らの名があり。
2. ↑  “『自由のともしび』第74号”.   高知市立自由民権記念館 (2013年3月1日). 2020年10月1日閲覧。
3. ↑  「泰平学校の開校」『土陽新聞』明治21年（1888年）5月15日号より。
4. ↑  「泰平学校教員・生徒の現在数」『土陽新聞』明治21年（1888年）9月22日号より。
5. ↑  「現今華族上流社会の矯正を望む」板垣鉾太郎、（所収『婦人新報』第14号、婦人新報社、19頁）
6. ↑  https://dl.ndl.go.jp/info:ndljp/pid/798399/1
7. ↑  明治40年の華族令改正による「相続人が6カ月以内に家督相続の届出をしなければ爵位返上となる」を利用したものである。正当な理由なく襲爵手続きを遅延させることが出来なかったので、「健康不良」を理由として手続きを遅延させた。
8. ↑  『板垣会会報』第1号